# Erenköy (Kadıköy)
Erenköy è una mahalle del distretto di Kadıköy,  situato sul lato anatolico di Istanbul, in Turchia.

## Geografia fisica
Il quartiere confina con Göztepe a ovest, Caddebostan e Suadiye a sud e Sahrayıcedit e 19 Mayıs a nord. L'asse e il centro commerciale del quartiere è Ethem Efendi Caddesi.

## Storia

### Periodo Ottomano
Sebbene la storia di Erenköy possa essere fatta risalire alla preistoria, la sua storia nota come insediamento inizia nel XIV secolo. Nel 1331, Konuralp, uno dei comandanti di Orhan Gazi, conquistò le propaggini occidentali del Kayışdağı e l'attuale regione di İçerenköy. Coloro che giunsero nella regione sotto la guida dei discepoli di Geyikli Baba, uno dei dervisci guerrieri di Konuralp, si stabilirono nella regione di Erenköy-Göztepe, soprattutto a Merdivenköy. Il primo insediamento, fondato nel 1335 con il nome di villaggio di Tekkebağ, era sotto il dominio di Eren Baba e Ali Gazi. Dopo il 1465, il nome della regione viene indicato come "Erenköy" nei registri catastali, dal nome di Eren Baba. 
Nel 1872, quando la ferrovia Haydarpaşa-İzmit fu prolungata da Tellikavak a Bostancı, l'area intorno alla nuova stazione fu chiamata "Erenköy" e l'originale Erenköy, che fu il primo insediamento, divenne noto come "İçerenköy" perché si trovava più all'interno della stazione.

### Periodo Repubblicano
Nei primi anni della Repubblica, Erenköy mantenne la sua identità di località balneare dove risiedevano persone influenti e ricche e famiglie levantine ben affermate. Secondo l'annuario della città del 1934, il quartiere di Erenköy comprendeva 7 insediamenti: Erenköy, Bostancı, Suadiye, Caddebostan, Sahrayıcedit, Göztepe e Merdivenköy. Dal 1930 al 1967, Erenköy rimase uno dei due sottodistretti di Kadıköy insieme a Kızıltoprak. Nel 1967, Erenköy fu collegato direttamente al distretto di Kadıköy e nel 1974 divenne un quartiere. 

#### Età Contemporanea
Dopo gli anni Cinquanta, quando il quartiere di Kadıköy, divenuto un centro di attrazione a causa dell'accelerazione della migrazione interna, iniziò a riempirsi di condomini, Erenköy rimase a lungo escluso da questo sviluppo. Tuttavia, il piano di zonizzazione Bostancı-Erenköy del 1972 e l'apertura del ponte sul Bosforo nel 1973 hanno accelerato l'urbanizzazione nell'area in cui si trova Erenköy. Con l'estirpazione di vigneti e frutteti e la demolizione della maggior parte dei palazzi e delle ville, sono stati costruiti edifici di appartamenti a più piani.

## Monumenti e luoghi d'interesse
Gli edifici più antichi del quartiere sono il Padiglione di Sokollu Mehmed Pascià, la Moschea di Zihni Pasha (1902), la Fontana di Ahmed Reşid Pasha (1902) e la Fontana di Seyit Pasha (1860). L'istituto scolastico più famoso di Erenköy è la scuola elementare Zihnipaşa. Questa scuola ha iniziato le sue attività nel 1908.

## Società

### Evoluzione demografica
La popolazione di Erenköy nel 2019, che era di 32.900 abitanti nel 2018, era di 35.243 abitanti. A causa della trasformazione urbana, la popolazione aumenta rapidamente ogni anno.